# 宮本倫明
宮本 倫明（みやもと りんめい、1960年3月13日 - ）は日本の地域経済開発プロデューサー。
株式会社 Landa 代表取締役。所属事務所は、ブルーベアハウス。
山口県防府市出身。山口県立徳山高等学校卒業、大阪大学工学部発酵工学科卒業。
うつくしま未来博（福島県）など地方の大型イベントの総合プロデュースを務めた後、「美うまし国おこし・三重」等様々なイベントをプロデュース。

## 来歴・人物
山口県防府市にて生まれる。萩の明倫館より名をいただく。大学卒業後、株式会社リクルート入社。ニューメディア開発室配属メディア新規事業立案。堺屋太一（元経済企画庁長官）とともに各種のイベントをプロデュースしている北本正孟(（株）カントリー代表取締役）に弟子入り。8年間、主に地方自治体のイベントの企画、プロデュースについて師事。
1993年、有限会社メディアマーケット設立（平成19年10月社名変更し、有限会社Landa Associates)。うつくしま未来博（福島県）など地方の大型イベントの総合プロデュースを務める。厳島神社ライトアップ企画・制作などの地域開発・地域イベントや民族芸能のオリンピックと呼ばれる「ワールドフォークロリアーダ」など国際交流イベントなどのイベント企画プロデューサーとして活躍。地域住民との対話( ファシリテーション) によって新たな地域の価値を創造していく地域ブンディングの手法を駆使してプロデュースした「えひめ町並博2004」（愛媛県）で、「日本イベント大賞」「PRアワードグランプリ」などを受賞。

## エピソード
- 大学時代、オーストラリアでお好み焼き屋さんをやると言って親に勘当されかけたことがある。
- 【倫明】とかいて【みちあき】と読む名前だったが、初対面の人に【りんめい】と呼ばれるのため【りんめい】に改名した。それも40代半ばの頃である。

## 実績
- '89 海と島の博覧会ひろしま サブプロデューサー
- '92 セビリア万博 日本政府館　運営プロデューサー補佐
- 第1回ジャパンエキスポ富山（富山博覧会） '92プロデューサー
- ハバロフスク ドリーム グランドバザール 1994基本計画/ 実施監修
- 97食博覧会・大阪基本計画/ プロデューサー
- うつくしま未来2001 総合プロデューサー（1997/5 ～ 2001/10）
- えひめ町並博2004 プロデューサー（2002/4 ～ 2005/2）
- 2005年日本国際博覧会協会 最高顧問補佐 (2001/4 ～ 6)
- 2015年より「JACEイベントアワード」 プロデューサー